# Liste der Monuments historiques in Thorey-Lyautey
Die Liste der Monuments historiques in Thorey-Lyautey führt die Monuments historiques in der französischen Gemeinde Thorey-Lyautey auf.

## Liste der Immobilien
| Bezeichnung     | Beschreibung | Standort                       | Kennzeichnung | Schutzstatus | Datum | Bild           |
| --------------- | --- | ------------------------------ | ------------- | ------------ | ----- | -------------- |
| Château Lyautey | Schloss, von 1920 bis 1924 für Maréchal Hubert Lyautey erbaut, Architekten Albert Laprade und Joachim Richard; einschließlich des Parks | Rue du Maréchal Lyautey (Lage) | PA00106370    | Inscrit      | 1980  | weitere Bilder |

## Liste der Objekte
| Bezeichnung                 | Beschreibung                                                      | Standort                        | Kennzeichnung | Schutzstatus | Datum | Bild |
| --------------------------- | ----------------------------------------------------------------- | ------------------------------- | ------------- | ------------ | ----- | ---- |
| Skulptur Petrus             | Bronze, erste Hälfte des 19. Jahrhunderts, nach Arnolfo di Cambio | in der Kirche St-Laurent (Lage) | PM54001912    | Inscrit      | 1981  |      |
| Skulptur heiliger Sebastian | Holz, farbig gefasst, 18. Jahrhundert                             | in der Kirche St-Laurent (Lage) | PM54000858    | Classé       | 1982  |      |